# Doug Moench
Pour les articles homonymes, voir Moench.
Œuvres principales
Master of Kung Fu
Douglas « Doug » Moench, né le 23 février 1948 à Chicago, est un scénariste de comics américain.
Il est connu pour son travail sur Batman et en tant que créateur de Black Mask, Electric Warrior, Six from Sirius, Deathlok et Moon Knight.

## Biographie
Né à Chicago, dans l'Illinois, Doug Moench a écrit des romans, des nouvelles, des articles et comic strip pour des journaux, des scénarios de films et de téléfilms. Son premier travail publié fut My Dog Sandy, un comic strip imprimé dans le journal de son école primaire. Il a commencé sa carrière professionnelle en écrivant les scénarios de Eerie #29 et de Vampirella #7 (les deux couvertures sont datées de septembre 1970) et des articles pour le Chicago Sun-Times. En 1973, il s'installe à New York.

### Carrière
Doug Moench a commencé à travailler pour Marvel Comics en 1973. Sa première histoire pour la compagnie apparait dans Chamber of Chills #7 (en Novembre 1973). L'année suivante, Moench devient le rédacteur en chef pour le label des magazines en noir et blanc de Marvel, Curtis Magazines. Il a contribué au run complet de la Planète des singes (Planet of the Apes) et sur Doc Savage, tout en servant comme scénariste régulier sur virtuellement chacun des titres Curtis, pendant toute la durée d'existence du label. Pour la ligne de comics édités en couleurs de Marvel, Doug Moench a écrit le titre Werewolf by Night et a remplacé Steve Englehart comme scénariste sur Master of Kung Fu. Il a scénarisé l'histoire Deathlok dans Astonishing Tales, traitant du personnage co-créé par Rich Buckler. Doug Moench et l'artiste Don Perlin introduisirent Moon Knight dans Werewolf by Night #32 (août 1975). Le personnage de Moon Knight ira jusqu'à être repris dans d'autres titres Marvel, avant de finir par obtenir ses propres séries à son nom à partir de 1980. Doug Moench et George Pérez lancèrent la série The Inhumans en octobre 1975 tandis que le Weirdworld fut créé par Moench et Mike Ploog dans Marvel Super Action #1 (Janvier 1976).
En poursuivant son travail pour Curtis Magazines, Doug Moench et Walt Simonson ont lancé The Rampaging Hulk en Janvier 1977. La série fut renommée The Hulk ! avec le numéro #10 et changea pour un format en couleurs. Les deux autres titres licenciés sur lesquels Moench a travaillé avec Herb Trimpe, furent Godzilla et Shogun Warriors.
Doug Moench collabore fréquemment avec le dessinateur de comics Paul Gulacy. Le duo est surtout connu pour leur travail sur Master of Kung Fu, sur lequel ils ont travaillé de 1974 à 1977. En 2010, Comics Bulletin a classé le travail de Moench et Gulacy sur Master of Kung-Fu sixième sur la liste du Top 10 des comics de Marvel des années 1970. Moench et Gulacy ont plus tard co-créé Six from Sirius, Slash Maraud, et S.C.I. Spy. Ils ont également travaillé ensemble sur des projets de Batman, Conan le Barbare et James Bond.
Doug Moench a écrit sur Batman et Detective Comics de 1983 à 1986. Il a co-créé de nouveaux vilains incluant Nightslayer dans Detective Comics #529 (août 1983), Black Mask dans Batman #386 (Août 1985), et Film Freak dans Batman #395 (Mai 1986). Avec l'artiste Don Newton, il produit l'histoire dans laquelle Jason Todd remplace Dick Grayson en tant que Robin dans Batman #368 (Février 1984). Son premier run sur le titre prend fin avec le numéro #400. Dans son second run sur le titre, de 1992 à 1998, il était l'un des scénaristes de l'histoire Knightfall et il écrivit Batman #500 dans lequel le personnage Azrael remplace Bruce Wayne en tant que Batman. L'arc KnightsEnd qui voit le retour de Bruce Wayne dans le rôle de Batman, fut également co-écrit par Doug Moench. Les autres histoires de Batman dans lesquelles Doug Moench a contribué inclus Contagion, Legacy, et Cataclysme.
En travaillant pour DC Comics dans les années 1980, Doug Moench écrivit Omega Men et The Spectre. Il fut l'un des contributeurs pour la mini-série DC Challenge en 1986 et co-créa Electric Warrior avec l'artiste Jim Baikie ; Lords of the Ultra-Realm avec Pat Broderick ; et Slash Maraud avec Gulacy.
Moench a fréquemment fait équipe avec le dessinateur Kelley Jones et l'encreur John Beatty sur plusieurs romans graphiques Elseworlds, incluant Batman & Dracula: Red Rain et un long run dans le comics mensuel Batman. En 1994, il co-écrit le crossover Batman-Spawn: War Devil avec Chuck Dixon et Alan Grant.

### Vie privée
Doug Moench et sa femme, Debra, ont un fils, Derek. Il vit actuellement[Quand ?] en Pennsylvanie.

## Publications

### Dark Horse Comics
- Dark Horse Comics #25 (James Bond 007: Minute of Midnight)
- Ghost and The Shadow #1
- James Bond 007: Serpent's Tooth #1–3 (1992)

### DC Comics
- Batman Vol 1 #360 à 528...
- Batman and Dracula: Red Rain (1991) avec Kelley Jones
- Batman versus Predator Vol 2 #1-4 (1993) avec Paul Gulacy
- Batman/Dark Joker: The Wild (1993) avec Kelley Jones
- Batman/Spawn: War Devil Vol 1 #1
- Batman: Blackgate - Isle of Men Vol 1 #1
- Batman: Bloodstorm Vol 1 #1 (1994) avec Kelley Jones
- Batman: Book of the Dead Vol 1 #1-2 (1999) avec Barry Kitson
- Batman: Brotherhood of the Bat (1996)
- Batman: Cataclysm  (1999)
- Batman: Crimson Mist (1998) avec Kelley Jones
- Batman: Haunted Gotham Vol 1 #1-4
- Batman: Knightfall Vol 1 #1-2 (2000) avec Mike Deodato Jr. et Chuck Dixon
- Batman: League of Batmen #1-2 (2000) avec John Van Fleet & M.D. Bright
- Batman: Legends of the Dark Knight Vol 1. #1-148 (1990-2001) avec Paul Gulacy, Russ Heath, J.H. Williams III, Barry Kitson
- Batman: Outlaws #1-3 (2000) avec Paul Gulacy
- Batman: Unseen #1-5 (2009) avec Kelley Jones
- COPS #1-15 (1988 -1990) avec Pat Broderick, Alan Kupperberg
- Catwoman
- Catwoman: Guardian of Gotham #1 -2
- DC Challenge Vol 1 #3
- Detective Comics...
- Electric Warrior Vol 1 1 -18
- Green Arrow Vol 2 #86
- Green Lantern Corps Quarterly Vol 1 #1-2
- Green Lantern: Dragon Lord Vol 1 #1-3
- House of Mystery
- JLA: Act of God #1-3
- Lords of the Ultra-Realm #1-6
- Mister Miracle Vol 2
- Omega Men
- Showcase
- Spectre Vol 2 #1- 31
- Teen Titans Spotlight
- Who's Who in the DC Universe
- World's Finest
- Xenobrood

### Marvel
- Adventures into Fear #25-28 (1974-1975) (avec Morbius)
- Adventures on the Planet of the Apes #1-11
- Astonishing Tales #25-27, 30-31 (1974-1975) (avec Deathlok the Demolisher, co-créé par Moench)
- Bizarre Adventures #26, 28, 33 (1981-1982)
- Captain Marvel #56, 58-62
- Chamber of Chills #7 (1973)
- Conan the Barbarian: The Skull of Set (roman graphique, 1989)
- Conan Saga #17, 33, 36 (basically reprints of The Savage Sword of Conan)
- Creatures on the Loose featuring Man-Wolf #30-31
- The Deep (adaptation en comic book du film de Columbia Pictures)
- Epic Illustrated #3, 5, 9, 11-13, 33 (1980-1985)
- Fantastic Four #219, 222-231, Annual #15
- The Frankenstein Monster #12-17
- Ghost Rider volume 2 #5
- Giant-Size Chillers #1
- Giant-Size Master of Kung-Fu #1-4
- Giant Size Werewolf #2-5
- Godzilla: King of the Monsters #1-24
- The Incredible Hulk Annual #9
- Inhumans volume 1 #1-8, 10-12
- The Island of Dr. Moreau (adaptation en comic book du film de American International)
- The Rampaging Hulk
- Ka-Zar: Lord of the Hidden Jungle (1974) #10-20
- King Conan #9-15
- The Savage Sword of Conan
- Kull the Conqueror (volume 1) 16-20, (1982) #2
- Legion of Monsters #1
- Marvel Classics Comics #13, 16, 19, 21, 22, 25, 27, 29-30, 32-36 (1977-1979)
- Marvel Comics Presents #1-8, 26-35 (1988-1989)
- Marvel Fanfare #24-26 (1986)
- Marvel Premiere #17-19, 38, 41, 61 (1974-1981)
- Marvel Special Collector's Edition #1: Savage Fists of Kung Fu
- Marvel Spotlight (1971 series) #28-29 (featuring Moon Knight)
- Marvel Spotlight (1979 series) #1-3,6,7 (#1-3 feature Captain Marvel, #6-7 feature Star Lord)
- Marvel Super Special #10-13 (#10 features Star-Lord, #11-13 feature Weirdworld)
- Marvel Two-in-One Annual #6
- (The Hands of) Shang-Chi: Master of Kung Fu #20-63, 65-120, 122, Annual #1
- Master of Kung Fu: Hellfire Apocalypse #1-6 (Marvel MAX)
- Moon Knight volume 1 #1-15, 17-26, 28-33 (Moon Knight cocréé par Moench)
- Moon Knight: High Strangers (1999 series) #1-4
- Moon Knight: The Resurrection (1997 series) #1-4
- Moon Knight Special Featuring Master of Kung Fu #1 (1992)
- Morbius Revisited #2 (1993)
- Monsters Unleashed
- Planet of the Apes (Magazine)
- The Return of Shang-Chi Master of Kung Fu: Bleeding Black #1
- Savage Sword of Conan #180
- Seeker 3000 #1
- Shogun Warriors #1-14, 16-20
- The Mighty Thor #303, 308, 310-322, 324-328
- The Toxic Avenger #1-11 (based on Troma Films' character)
- Tales of the Zombie
- What if? volume 1 #16 (featuring What If Shang Chi Master of Kung Fu Fought on the Side of Fu Manchu?)
- Werewolf by Night volume 1 #20-43
- Wolverine: Doombringer #1
- X-Men Unlimited volume 1 #25

### Autres
- Epic Comics : Six from Sirius #1-4, 1984 avec Paul Gulacy
- TSR Comics : R.I.P. Brasher: Avenger of the Dead #1-4
- Warren Publishing : Eerie, Creepy, Vampirella
- Curtis Magazines : Unknown Worlds of Science Fiction

### Créations
- Big Breeda (New Gods) : cocréateur avec Joe Phillips
- Doctor Fang : cocréateur avec Gene Colan
- Docteur Démonicus avec Tom Sutton
- Batragon, Centipoor, Ghilaron, Krollar... (monstres)
- Moon Knight (Marc Spector) : cocréateur avec Don Perlin
- Mordillo : cocréateur avec Paul Gulacy
- Nightslayer : cocréateur avec Gene Colan
- She-Cat : cocréateur avec Jim Balent
- Scarlet Scarab version 1982 avec Alan Kupperberg
- Shatterstar (Kree) : cocréateur avec George Pérez
- Deathlok
- Vesper Fairchild
- Xenobrood : cocréateur avec Tomm Coker

## Récompenses

### Prix
- 1977 : prix Eagle pour l'histoire de Master of Kung Fu #48–51 avec Paul Gulacy
- 1981 : prix Inkpot

### Nominations
- 1972 : nommé pour le Chicago Newspaper Guild Award
- 1978 : nommé au prix Eagle pour l'histoire de Marvel Premiere #38: The Lord of Tyndall's Quest avec Mike Ploog
- 1979 : nommé au prix Eagle pour le Meilleur Scénariste de Comics Book (US), et pour l'histoire de Captain Marvel #58–62 avec Pat Broderick
- 1980 : nommé au prix Eagle pour le Scénariste de Comics Book préféré
- 1990 : nommé au prix Haxtur pour l'histoire de Slash Maraud avec Paul Gulacy
- 1997 : nommé au prix Haxtur pour l'histoire de Batman versus Predator II